# 胡堯臣
胡堯臣（1507年—1579年），字伯純，號石屏，四川重慶府安居縣（今屬銅梁縣安居镇）人，明朝政治人物。

## 生平
由國子生中式四川鄉試第五十名舉人，嘉靖十七年（1538年）戊戌科会试184名，三甲129名进士。授南京大理寺评事，以父喪歸。服除，授北大理寺评事，升寺副、寺正，升浙江按察司佥事，治理水利。历升湖广布政司右参议、按察司副使，守巡衡永二府。升浙江右参政，署理按察使事，以被劾解組歸。不久起復，升任浙江按察使，历左右布政使，提调三十七年戊午科、四十年辛酉科乡试，调江西左布政使，四十一年（1562年）五月官至都察院右副都御史，巡撫河南，弹劾伊王朱典楧十条罪状，四十三年二月伊王被革爵降为庶人，禁锢凤阳高墙。後以奉养母亲請告歸乡。万历七年卒，年七十三。

## 家族
曾祖胡存祿；祖胡鵬；父胡自明，號環溪，麻陽縣訓導；母朱氏，封孺人。重慶下，妻楊氏，兄誠。弟胡舜臣（1508年-1592年），號玉屏；胡禹臣（1512年-1587年），號素屏。